# مطار بلنسية
مطار بلنسية الدولي (بالإسبانية: Aeropuerto de Valencia)(إياتا: VLC، إيكاو: LEVC) هو مطار يخدم بلنسية في إسبانيا. هو عاشر أكثر المطارات الإسبانية ازدحامًا من حيث عدد الركاب والثاني في منطقة بلنسية بعد مطار أليكانتي. يقع على بعد 8 كم (5.0 ميل) غرب مدينة بلنسية في مانيسيس. مر 8.53 مليون مسافر عبر المطار في عام 2019.

## شركات الطيران والجهات

### الركاب
| شركـات طيـران                   | الوجهات |
| ------------------------------- | --- |
| طيران إيجيان                    | موسمي: مطار أثينا الدولي |
| الخطوط الجوية الجزائرية         | موسمي: مطار هواري بومدين الدولي |
| العربية للطيران                 | مطار طنجة ابن بطوطة الدولي |
| إير كايرو                       | مطار القاهرة الدولي، مطار الغردقة الدولي، مطار الأقصر الدولي |
| طيران أوروبا                    | مطار مدريد باراخاس الدولي، مطار ميورقة |
| الخطوط الجوية الفرنسية          | مطار باريس شارل ديغول |
| طيران صربيا                     | مطار نيكولا تسلا في بلغراد |
| طيران البلطيق                   | موسمي: مطار ريغا الدولي |
| الخطوط الجوية النمساوية         | موسمي: مطار فيينا الدولي |
| الخطوط الجوية البريطانية        | مطار لندن هيثرو |
| خطوط بروكسل الجوية              | موسمي: مطار بروكسل الدولي |
| Dan Air ‏                        | مطار هنري كواندا الدولي (تبدأ في 2 يوليو 2023) |
| إيزي جيت                        | مطار برلين براندنبرغ، مطار لشبونة، مطار غاتويك موسمي: مطار بازل - ميلوز - فريبورغ الأوروبي، مطار جنيف الدولي |
| يورو وينجز                      | مطار دوسلدورف الدولي موسمي: مطار كولونيا بون الدولي مطار هامبورغ، مطار شتوتغارت الدولي |
| FlyOne                          | موسمي: مطار كيشيناو الدولي |
| أيبيريا (شركة طيران)            | مطار برشلونة الدولي، مطار بلباو، مطار إيبيزا، مطار مدريد باراخاس الدولي، مطار مالقة الدولي، Menorca، مطار ميورقة، مطار إشبيلية موسمي: Asturias، Badajoz، Fuerteventura، مطار كريستيانو رونالدو (تبدأ في 18 يوليو 2023)، مطار خيريز، مطار لانزاروت، مطار نيس كوت دازور، مطار سانتاندير، مطار تينيريفي الشمالي، Vigo |
| الخطوط الجوية الملكية الهولندية | مطار سخيبول أمستردام |
| لوفتهانزا                       | مطار فرانكفورت، مطار ميونخ الدولي |
| لوكس إير                        | موسمي: مطار لوكسمبورغ |
| الخطوط الملكية المغربية إكسبريس | مطار محمد الخامس الدولي |
| رايان إير                       | مطار أكادير المسيرة الدولي، مطار باري كارل فويتيالا ‏، مطار بوفيه - تيه، مطار بلفاست الدولي، مطار أوريو أل سيريو، مطار برلين براندنبرغ، مطار بولونيا، مطار بوردو ميرينياك، مطار بريستول، مطار بروكسل الدولي، مطار بودابست فرانز ليست الدولي، Cagliari، مطار بروكسل شارلروا الجنوب، مطار كولونيا بون الدولي، Cork، مطار دبلن الدولي، مطار إدنبرة، مطار آيندهوفن، مطار فارو، مطار فاس سايس الدولي، Fuerteventura، مطار كناريا الكبرى، مطار إيبيزا، مطار كارلسروه/بادن-بادن، مطار كراكوف، مطار لانزاروت، مطار لشبونة، مطار لندن ستانستد، مطار مالقة الدولي، مطار مانشستر، مطار مراكش المنارة الدولي، مطار مارسيليا، مطار ميمينجين، مطار مالبينسا، مطار نانت، مطار نابولي، مطار نورمبرغ، مطار باليرمو الدولي، مطار ميورقة، مطار بيزا الدولي، مطار بورتو الدولي، مطار ليوناردو دا فينشي، مطار سانتاندير، Santiago de Compostela ‏، مطار إشبيلية، مطار ستوكهولم أرلاندا، مطار طنجة ابن بطوطة الدولي، مطار تينيريفي الشمالي، مطار تينيريفي الجنوبي، مطار تولوز بلانياك، مطار تريفيزو، Trieste، مطار تورينو، مطار فيينا الدولي، مطار فروتسواف (تبدأ في 29 أكتوبر 2023) موسمي: Billund، East Midlands ‏، مطار فرانكفورت هان (تبدأ في 1 يوليو 2023)، مطار هامبورغ، مطار مالطا الدولي، Menorca |
| الخطوط الجوية الإسكندنافية      | موسمي: مطار أوسلو-غاردرموين |
| خطوط ترافل سيرفس الجوية         | مطار فاكلاف هافيل الدولي |
| الخطوط الجوية الدولية السويسرية | مطار جنيف الدولي، مطار زيورخ الدولي |
| تاب برتغال                      | مطار لشبونة |
| ترانسافيا                       | مطار سخيبول أمستردام، مطار آيندهوفن، مطار باريس أورلي، مطار روتردام لاهاي موسمي: مطار ليون سانت إكسوبيري |
| توي فلاي بلجيكا                 | موسمي: مطار بروكسل الدولي |
| الخطوط الجوية التركية           | مطار إسطنبول الدولي |
| فولوتيا                         | مطار قرجيطة، Asturias، مطار بلباو، مطار ليون سانت إكسوبيري، مطار سان سيباستيان موسمي: Olbia |
| خطوط فيولينغ الجوية             | مطار هواري بومدين الدولي، مطار سخيبول أمستردام، مطار برشلونة الدولي، مطار بلباو، مطار بروكسل الدولي، Fuerteventura، مطار كناريا الكبرى، مطار لانزاروت، مطار لشبونة، مطار غاتويك، مطار ميورقة، مطار باريس أورلي، مطار ليوناردو دا فينشي، Santiago de Compostela ‏، مطار إشبيلية، مطار تينيريفي الشمالي موسمي: مطار إيبيزا، Menorca |
| ويز للطيران                     | مطار هنري كواندا الدولي، مطار كلوج نابوكا الدولي، مطار كراكوف (تبدأ في 3 ديسمبر 2023)، مطار ليوناردو دا فينشي، مطار صوفيا، مطار ترايان فويا الدولي، مطار تيرانا الدولي (تبدأ في 19 ديسمبر 2023)، مطار وارسو فريدريك شوبان، مطار فروتسواف (تبدأ في 30 أكتوبر 2023) |

### الشحن
| شركـات طيـران        | الوجهات                                |
| -------------------- | -------------------------------------- |
| خطوط يو بي إس الجوية | مطار كولونيا بون الدولي                |
| سويفت إير            | مطار إيبيزا، مطار مدريد باراخاس الدولي |